# National Hockey League 2014-2015
La stagione 2014-2015 è la 97ª edizione della National Hockey League, la 98ª considerando la stagione del lockout. La stagione regolare inizierà l'8 ottobre 2014, per poi terminare l'11 aprile 2015. Dopo due anni si ritornò ad organizzare l'NHL All-Star Game, ospitato dai Columbus Blue Jackets presso la Nationwide Arena il 25 gennaio 2015. La NHL approvò per la stagione 2014-2015 la settima edizione del Winter Classic fra Washington Capitals e Chicago Blackhawks, oltre a una nuova sfida della Stadium Series fra San Jose Sharks e Los Angeles Kings. I Chicago Blackhawks sconfissero i Tampa Bay Lightning nella finale di Stanley Cup per 4-2, conquistando il sesto titolo nella storia della franchigia, il terzo nelle ultime sei stagioni.
Fra le novità della stagione 2014-2015 vennero apportate alcune modifiche al regolamento di gioco, così come al funzionamento della Draft Lottery in occasione dei Draft. A livello societario invece durante il Draft NHL 2014 i Phoenix Coyotes cambiarono il proprio nome in Arizona Coyotes, come previsto dal contratto sottoscritto dalla città di Glendale per mantenere la franchigia in città.
La stagione regolare fu contraddistinta da una particolare diffusione della parotite fra i giocatori di alcune franchigie; gli ultimi casi furono risolti nel mese di gennaio. La stagione regolare si concluse con il record più basso di punti dalla stagione 1967-68, la prima dopo la fine dell'era Original Six. Jamie Benn vinse infatti l'Art Ross Trophy con soli 87 punti in 82 partite disputate.

## Squadre partecipanti
- Anaheim Ducks
- Arizona Coyotes
- Boston Bruins
- Buffalo Sabres
- Calgary Flames
- Carolina Hurricanes
- Chicago Blackhawks
- Colorado Avalanche
- Columbus Blue Jackets
- Dallas Stars
- Detroit Red Wings
- Edmonton Oilers
- Florida Panthers
- Los Angeles Kings
- Minnesota Wild

- Montreal Canadiens
- Nashville Predators
- New Jersey Devils
- New York Islanders
- New York Rangers
- Ottawa Senators
- Philadelphia Flyers
- Pittsburgh Penguins
- San Jose Sharks
- St. Louis Blues
- Tampa Bay Lightning
- Toronto Maple Leafs
- Vancouver Canucks
- Washington Capitals
- Winnipeg Jets

## Pre-season

### NHL Entry Draft
L'Entry Draft si tenne fra il 27 e il 28 giugno 2014 presso il Wells Fargo Center di Filadelfia, in Pennsylvania. I Florida Panthers nominarono come prima scelta assoluta il giocatore canadese Aaron Ekblad. Altri giocatori rilevanti all'esordio in NHL furono Sam Reinhart, Leon Draisaitl, Sam Bennett e Michael Dal Colle.

## Stagione regolare

### Classifiche
= Qualificata per i playoff,       = Primo posto nella Conference,       = Vincitore del Presidents' Trophy, ( ) = Posizione nei playoff

#### Eastern Conference
Atlantic Division
|    |                          | PG | V  | S  | OTS | GF  | GS  | PT  |
| -- | ------------------------ | -- | -- | -- | --- | --- | --- | --- |
| 1. | Montreal Canadiens (A1)  | 82 | 50 | 22 | 10  | 221 | 189 | 110 |
| 2. | Tampa Bay Lightning (A2) | 82 | 50 | 24 | 8   | 262 | 211 | 108 |
| 3. | Detroit Red Wings (A3)   | 82 | 43 | 25 | 14  | 235 | 221 | 100 |
| 4. | Ottawa Senators (WC)     | 82 | 43 | 26 | 13  | 238 | 215 | 99  |
| 5. | Boston Bruins            | 82 | 41 | 27 | 14  | 213 | 211 | 96  |
| 6. | Florida Panthers         | 82 | 38 | 29 | 15  | 203 | 221 | 91  |
| 7. | Toronto Maple Leafs      | 82 | 30 | 44 | 8   | 211 | 262 | 68  |
| 8. | Buffalo Sabres           | 82 | 23 | 51 | 8   | 161 | 274 | 54  |

Metropolitan Division
|    |                          | PG | V  | S  | OTS | GF  | GS  | PT  |
| -- | ------------------------ | -- | -- | -- | --- | --- | --- | --- |
| 1. | New York Rangers (M1)    | 82 | 53 | 22 | 7   | 252 | 192 | 113 |
| 2. | Washington Capitals (M2) | 82 | 45 | 26 | 11  | 242 | 203 | 101 |
| 3. | New York Islanders (M3)  | 82 | 47 | 28 | 7   | 252 | 230 | 101 |
| 4. | Pittsburgh Penguins (WC) | 82 | 43 | 27 | 12  | 221 | 210 | 98  |
| 5. | Columbus Blue Jackets    | 82 | 42 | 35 | 5   | 236 | 250 | 89  |
| 6. | Philadelphia Flyers      | 82 | 33 | 31 | 18  | 215 | 234 | 84  |
| 7. | New Jersey Devils        | 82 | 32 | 36 | 14  | 181 | 216 | 78  |
| 8. | Carolina Hurricanes      | 82 | 30 | 41 | 11  | 188 | 226 | 71  |

#### Western Conference
Pacific Division
|    |                        | PG | V  | S  | OTS | GF  | GS  | PT  |
| -- | ---------------------- | -- | -- | -- | --- | --- | --- | --- |
| 1. | Anaheim Ducks (P1)     | 82 | 51 | 24 | 7   | 236 | 226 | 109 |
| 2. | Vancouver Canucks (P2) | 82 | 48 | 29 | 5   | 242 | 222 | 101 |
| 3. | Calgary Flames (P3)    | 82 | 45 | 30 | 7   | 241 | 216 | 97  |
| 4. | Los Angeles Kings      | 82 | 40 | 27 | 15  | 220 | 205 | 95  |
| 5. | San Jose Sharks        | 82 | 40 | 33 | 9   | 228 | 232 | 89  |
| 6. | Edmonton Oilers        | 82 | 24 | 44 | 14  | 198 | 283 | 62  |
| 7. | Arizona Coyotes        | 82 | 24 | 50 | 8   | 170 | 272 | 56  |

Central Division
|    |                          | PG | V  | S  | OTS | GF  | GS  | PT  |
| -- | ------------------------ | -- | -- | -- | --- | --- | --- | --- |
| 1. | St. Louis Blues (C1)     | 82 | 51 | 24 | 7   | 248 | 201 | 109 |
| 2. | Nashville Predators (C2) | 82 | 47 | 25 | 10  | 232 | 208 | 104 |
| 3. | Chicago Blackhawks (C3)  | 82 | 48 | 28 | 6   | 229 | 189 | 102 |
| 4. | Minnesota Wild (WC)      | 82 | 46 | 28 | 8   | 231 | 201 | 100 |
| 5. | Winnipeg Jets (WC)       | 82 | 43 | 26 | 13  | 230 | 210 | 99  |
| 6. | Dallas Stars             | 82 | 41 | 31 | 10  | 261 | 260 | 97  |
| 7. | Colorado Avalanche       | 82 | 39 | 31 | 12  | 219 | 227 | 90  |

### Statistiche

#### Classifica marcatori
La seguente lista elenca i migliori marcatori al termine della stagione regolare.

| Giocatore          | Squadra             | PG | G  | A  | Pt | +/- | MP |
| ------------------ | ------------------- | -- | -- | -- | -- | --- | -- |
| Jamie Benn         | Dallas Stars        | 82 | 35 | 52 | 87 | +1  | 64 |
| John Tavares       | New York Islanders  | 82 | 38 | 48 | 86 | +5  | 46 |
| Sidney Crosby      | Pittsburgh Penguins | 77 | 28 | 56 | 84 | +5  | 47 |
| Aleksandr Ovečkin  | Washington Capitals | 81 | 53 | 28 | 81 | +10 | 58 |
| Jakub Voráček      | Philadelphia Flyers | 82 | 22 | 59 | 81 | +1  | 78 |
| Nicklas Bäckström  | Washington Capitals | 82 | 18 | 60 | 78 | +5  | 40 |
| Tyler Seguin       | Dallas Stars        | 71 | 37 | 40 | 77 | -1  | 20 |
| Jiří Hudler        | Calgary Flames      | 78 | 31 | 45 | 76 | +17 | 14 |
| Daniel Sedin       | Vancouver Canucks   | 82 | 20 | 56 | 76 | +5  | 18 |
| Vladimir Tarasenko | St. Louis Blues     | 77 | 37 | 36 | 73 | +27 | 31 |

#### Classifica portieri
La seguente lista elenca i migliori portieri al termine della stagione regolare con almeno 1800 minuti giocati.

| Giocatore        | Squadra                        | PG | Min     | V  | S  | OTS | GS  | SO | Sv%  | MGS  |
| ---------------- | ------------------------------ | -- | ------- | -- | -- | --- | --- | -- | ---- | ---- |
| Carey Price      | Montreal Canadiens             | 66 | 3976:33 | 44 | 16 | 6   | 130 | 9  | .933 | 1.96 |
| Devan Dubnyk     | Arizona Coyotes Minnesota Wild | 58 | 3328:12 | 36 | 14 | 4   | 115 | 6  | .929 | 2.07 |
| Pekka Rinne      | Nashville Predators            | 64 | 3850:47 | 41 | 17 | 6   | 140 | 4  | .923 | 2.18 |
| Cam Talbot       | New York Rangers               | 36 | 2094:57 | 21 | 9  | 4   | 77  | 5  | .926 | 2.21 |
| Braden Holtby    | Washington Capitals            | 73 | 4247:29 | 41 | 20 | 10  | 157 | 9  | .923 | 2.22 |
| Jonathan Quick   | Los Angeles Kings              | 72 | 4184:15 | 36 | 22 | 13  | 156 | 6  | .918 | 2.24 |
| Henrik Lundqvist | New York Rangers               | 46 | 2742:36 | 30 | 13 | 3   | 103 | 5  | .922 | 2.25 |
| Steve Mason      | Philadelphia Flyers            | 51 | 2855:23 | 18 | 18 | 11  | 108 | 3  | .928 | 2.25 |
| Cory Schneider   | New Jersey Devils              | 69 | 3923:55 | 26 | 31 | 9   | 148 | 5  | .925 | 2.26 |
| Brian Elliott    | St. Louis Blues                | 46 | 2545:48 | 26 | 14 | 3   | 96  | 5  | .917 | 2.26 |

## Playoff

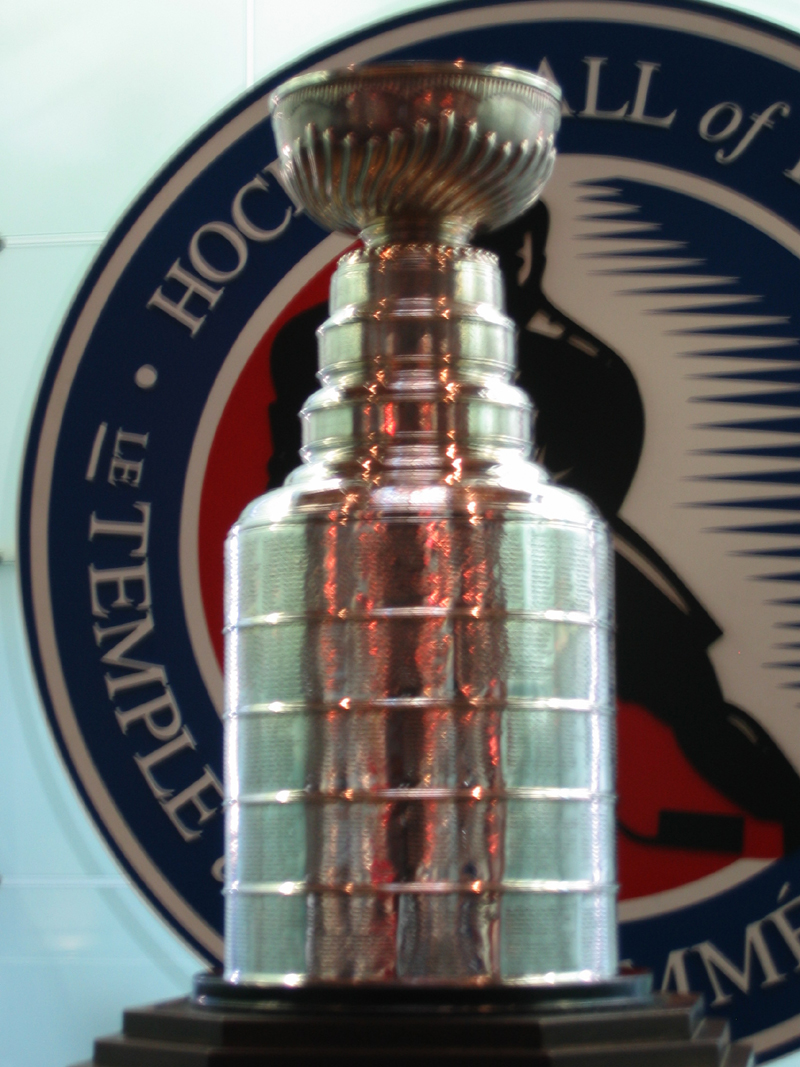
Il trofeo della Stanley Cup

Al termine della stagione regolare le migliori 16 squadre del campionato si qualificano per i playoff. I New York Rangers si aggiudicarono la Presidents' Trophy avendo ottenuto il miglior record della lega con 113 punti. Si qualificano automaticamente le prime tre squadre di ciascuna Division più altre due squadre per ogni Conference in base al numero di punti ottenuti nella stagione regolare. Queste wild card disputano il primo turno contro le vincitrici di ogni Division.

### Tabellone playoff
In ciascun turno la squadra con il ranking più alto si sfida con quella dal posizionamento più basso, usufruendo anche del vantaggio del fattore campo. Nella finale di Stanley Cup il fattore campo si determina dai punti ottenuti in stagione regolare dalle due squadre. Ciascuna serie, al meglio delle sette gare, segue il formato 2-2-1-1-1: la squadra migliore in stagione regolare disputa in casa Gara-1 e 2, (se necessario anche Gara-5 e 7), mentre quella posizionata peggio gioca nel proprio palazzetto Gara-3 e 4 (se necessario anche Gara-6).
|  | Quarti di finale di conference | Quarti di finale di conference | Quarti di finale di conference |   |                     | Semifinali di conference | Semifinali di conference | Semifinali di conference |  |    | Finali di conference | Finali di conference | Finali di conference |  |    | Finale Stanley Cup  | Finale Stanley Cup | Finale Stanley Cup |
|  |                                |                                |                                |   |                     |                          |                          |                          |  |    |                      |                      |                      |  |    |                     |                    |                    |
|  | A1                             | Montreal Canadiens             | 4                              |   |                     |                          |                          |                          |  |    |                      |                      |                      |  |    |                     |                    |                    |
|  | WC                             | Ottawa Senators                | 2                              |   |                     |                          |                          |                          |  |    |                      |                      |                      |  |    |                     |                    |                    |
|  | WC                             | Ottawa Senators                | 2                              |   | A1                  | Montreal Canadiens       | 2                        |                          |  |    |                      |                      |                      |  |    |                     |                    |                    |
|  |                                |                                |                                |   | A1                  | Montreal Canadiens       | 2                        |                          |  |    |                      |                      |                      |  |    |                     |                    |                    |
|  |                                | A2                             | Tampa Bay Lightning            | 4 |                     |                          |                          |                          |  |    |                      |                      |                      |  |    |                     |                    |                    |
|  | A2                             | A2                             | Tampa Bay Lightning            | 4 | Tampa Bay Lightning | 4                        |                          |                          |  |    |                      |                      |                      |  |    |                     |                    |                    |
|  | A2                             |                                |                                |   | Tampa Bay Lightning | 4                        |                          |                          |  |    |                      |                      |                      |  |    |                     |                    |                    |
|  | A3                             | Detroit Red Wings              | 3                              |   |                     |                          |                          |                          |  |    |                      |                      |                      |  |    |                     |                    |                    |
|  | A3                             | Detroit Red Wings              | 3                              |   |                     |                          |                          |                          |  | A2 | Tampa Bay Lightning  | 4                    |                      |  |    |                     |                    |                    |
|  | Eastern Conference             |                                |                                |   |                     |                          |                          |                          |  | A2 | Tampa Bay Lightning  | 4                    |                      |  |    |                     |                    |                    |
|  |                                | M1                             | New York Rangers               | 3 |                     |                          |                          |                          |  |    |                      |                      |                      |  |    |                     |                    |                    |
|  | M1                             | M1                             | New York Rangers               | 3 | New York Rangers    | 4                        |                          |                          |  |    |                      |                      |                      |  |    |                     |                    |                    |
|  | M1                             |                                |                                |   | New York Rangers    | 4                        |                          |                          |  |    |                      |                      |                      |  |    |                     |                    |                    |
|  | WC                             | Pittsburgh Penguins            | 1                              |   |                     |                          |                          |                          |  |    |                      |                      |                      |  |    |                     |                    |                    |
|  | WC                             | Pittsburgh Penguins            | 1                              |   | M1                  | New York Rangers         | 4                        |                          |  |    |                      |                      |                      |  |    |                     |                    |                    |
|  |                                |                                |                                |   | M1                  | New York Rangers         | 4                        |                          |  |    |                      |                      |                      |  |    |                     |                    |                    |
|  |                                | M2                             | Washington Capitals            | 3 |                     |                          |                          |                          |  |    |                      |                      |                      |  |    |                     |                    |                    |
|  | M2                             | M2                             | Washington Capitals            | 3 | Washington Capitals | 4                        |                          |                          |  |    |                      |                      |                      |  |    |                     |                    |                    |
|  | M2                             |                                |                                |   | Washington Capitals | 4                        |                          |                          |  |    |                      |                      |                      |  |    |                     |                    |                    |
|  | M3                             | New York Islanders             | 3                              |   |                     |                          |                          |                          |  |    |                      |                      |                      |  |    |                     |                    |                    |
|  | M3                             | New York Islanders             | 3                              |   |                     |                          |                          |                          |  |    |                      |                      |                      |  | A2 | Tampa Bay Lightning | 2                  |                    |
|  |                                |                                |                                |   |                     |                          |                          |                          |  |    |                      |                      |                      |  | A2 | Tampa Bay Lightning | 2                  |                    |
|  |                                | C3                             | Chicago Blackhawks             | 4 |                     |                          |                          |                          |  |    |                      |                      |                      |  |    |                     |                    |                    |
|  | C1                             | C3                             | Chicago Blackhawks             | 4 | St. Louis Blues     | 2                        |                          |                          |  |    |                      |                      |                      |  |    |                     |                    |                    |
|  | C1                             |                                |                                |   | St. Louis Blues     | 2                        |                          |                          |  |    |                      |                      |                      |  |    |                     |                    |                    |
|  | WC                             | Minnesota Wild                 | 4                              |   |                     |                          |                          |                          |  |    |                      |                      |                      |  |    |                     |                    |                    |
|  | WC                             | Minnesota Wild                 | 4                              |   | WC                  | Minnesota Wild           | 0                        |                          |  |    |                      |                      |                      |  |    |                     |                    |                    |
|  |                                |                                |                                |   | WC                  | Minnesota Wild           | 0                        |                          |  |    |                      |                      |                      |  |    |                     |                    |                    |
|  |                                | C3                             | Chicago Blackahwks             | 4 |                     |                          |                          |                          |  |    |                      |                      |                      |  |    |                     |                    |                    |
|  | C2                             | C3                             | Chicago Blackahwks             | 4 | Nashville Predators | 2                        |                          |                          |  |    |                      |                      |                      |  |    |                     |                    |                    |
|  | C2                             |                                |                                |   | Nashville Predators | 2                        |                          |                          |  |    |                      |                      |                      |  |    |                     |                    |                    |
|  | C3                             | Chicago Blackhawks             | 4                              |   |                     |                          |                          |                          |  |    |                      |                      |                      |  |    |                     |                    |                    |
|  | C3                             | Chicago Blackhawks             | 4                              |   |                     |                          |                          |                          |  | C3 | Chicago Blackhawks   | 4                    |                      |  |    |                     |                    |                    |
|  | Western Conference             |                                |                                |   |                     |                          |                          |                          |  | C3 | Chicago Blackhawks   | 4                    |                      |  |    |                     |                    |                    |
|  |                                | P1                             | Anaheim Ducks                  | 3 |                     |                          |                          |                          |  |    |                      |                      |                      |  |    |                     |                    |                    |
|  | P1                             | P1                             | Anaheim Ducks                  | 3 | Anaheim Ducks       | 4                        |                          |                          |  |    |                      |                      |                      |  |    |                     |                    |                    |
|  | P1                             |                                |                                |   | Anaheim Ducks       | 4                        |                          |                          |  |    |                      |                      |                      |  |    |                     |                    |                    |
|  | WC                             | Winnipeg Jets                  | 0                              |   |                     |                          |                          |                          |  |    |                      |                      |                      |  |    |                     |                    |                    |
|  | WC                             | Winnipeg Jets                  | 0                              |   | P1                  | Anaheim Ducks            | 4                        |                          |  |    |                      |                      |                      |  |    |                     |                    |                    |
|  |                                |                                |                                |   | P1                  | Anaheim Ducks            | 4                        |                          |  |    |                      |                      |                      |  |    |                     |                    |                    |
|  |                                | P3                             | Calgary Flames                 | 1 |                     |                          |                          |                          |  |    |                      |                      |                      |  |    |                     |                    |                    |
|  | P2                             | P3                             | Calgary Flames                 | 1 | Vancouver Canucks   | 2                        |                          |                          |  |    |                      |                      |                      |  |    |                     |                    |                    |
|  | P2                             |                                |                                |   | Vancouver Canucks   | 2                        |                          |                          |  |    |                      |                      |                      |  |    |                     |                    |                    |
|  | P3                             | Calgary Flames                 | 4                              |   |                     |                          |                          |                          |  |    |                      |                      |                      |  |    |                     |                    |                    |

### Stanley Cup
La finale della Stanley Cup 2015 è stata una serie al meglio delle sette gare che determinerà il campione della National Hockey League per la stagione 2014-15. Nella storia dei playoff è la prima sfida in assoluto fra i Tampa Bay Lightning e i Chicago Blackhawks. Per i Tampa Bay Lightning si trattò della prima apparizione nella finale della Stanley Cup dopo il titolo conquistato nel 2004 contro i Calgary Flames. Per Chicago fu invece la tredicesima apparizione, la prima dopo la vittoria contro i Boston Bruins nel 2013.

## Premi NHL

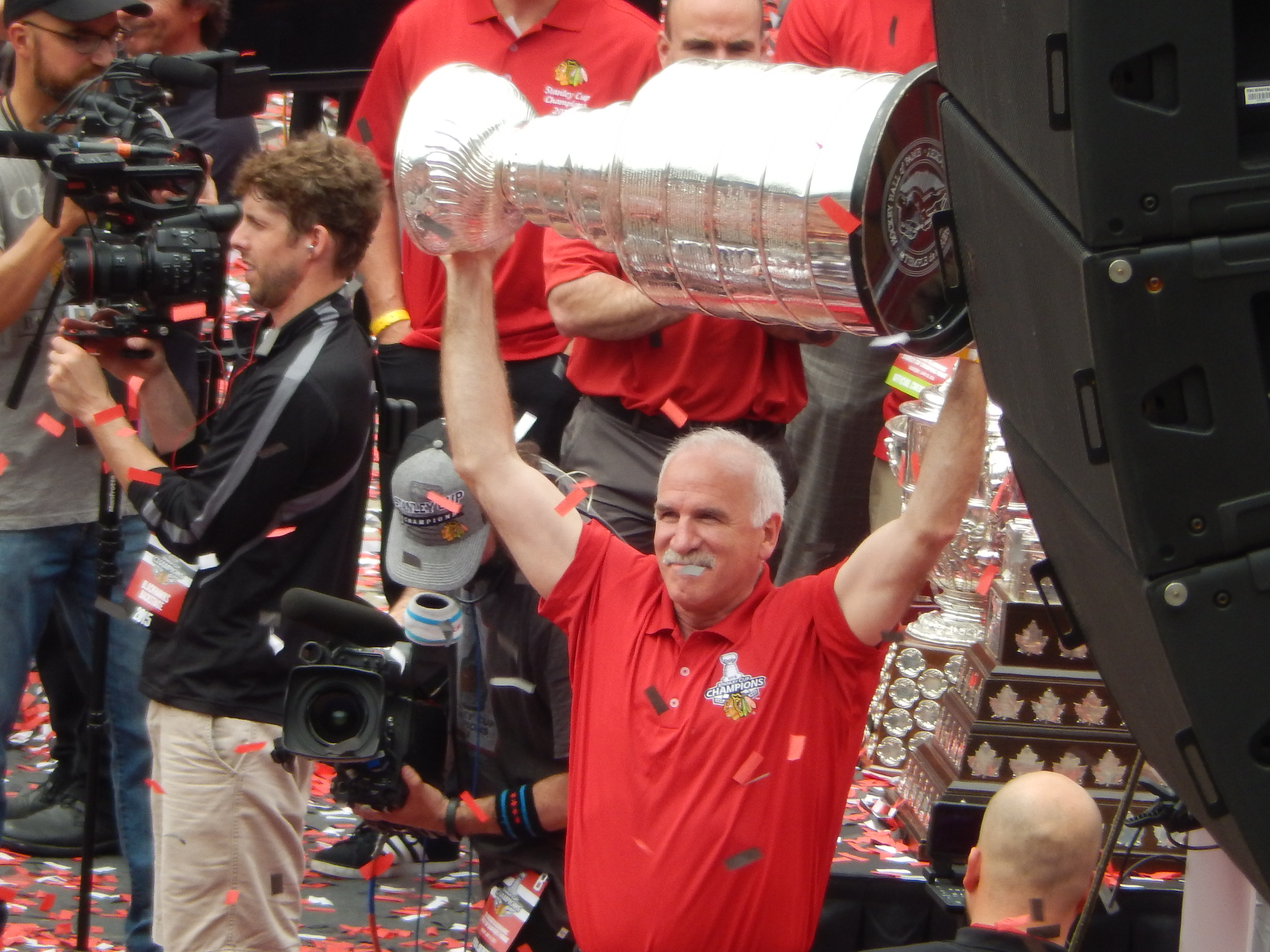
L'allenatore di Chicago Joel Quenneville festeggia la terza Stanley Cup personale.

### Riconoscimenti
- Stanley Cup: Chicago Blackhawks
- Presidents' Trophy: New York Rangers
- Prince of Wales Trophy: Tampa Bay Lightning
- Clarence S. Campbell Bowl: Chicago Blackhawks
- Art Ross Trophy: Jamie Benn (Dallas Stars)
- Bill Masterton Memorial Trophy: Devan Dubnyk (Minnesota Wild)
- Calder Memorial Trophy: Aaron Ekblad (Florida Panthers)
- Conn Smythe Trophy: Duncan Keith (Chicago Blackhawks)
- Frank J. Selke Trophy: Patrice Bergeron (Boston Bruins)
- Hart Memorial Trophy: Carey Price (Montreal Canadiens)
- Jack Adams Award: Bob Hartley (Calgary Flames)
- James Norris Memorial Trophy: Erik Karlsson (Ottawa Senators)
- King Clancy Memorial Trophy: Henrik Zetterberg (Detroit Red Wings)
- Lady Byng Memorial Trophy: Jiří Hudler (Calgary Flames)
- Mark Messier Leadership Award: Jonathan Toews (Chicago Blackhawks)
- Maurice Richard Trophy: Aleksandr Ovečkin (Washington Capitals)
- NHL Foundation Player Award: Brent Burns (San Jose Sharks)
- NHL General Manager of the Year Award: Steve Yzerman (Tampa Bay Lightning)
- Ted Lindsay Award: Carey Price (Montreal Canadiens)
- Vezina Trophy: Carey Price (Montreal Canadiens)
- William M. Jennings Trophy: Corey Crawford (Chicago Blackhawks) e Carey Price (Montreal Canadiens)

### NHL All-Star Team
First All-Star Team
- Attaccanti: Aleksandr Ovečkin • John Tavares • Jakub Voráček
- Difensori: Erik Karlsson • P.K. Subban
- Portiere: Carey Price

Second All-Star Team
- Attaccanti: Jamie Benn • Sidney Crosby • Vladimir Tarasenko
- Difensori: Shea Weber • Drew Doughty
- Portiere: Devan Dubnyk

NHL All-Rookie Team
- Attaccanti: Filip Forsberg • Johnny Gaudreau • Mark Stone
- Difensori: Aaron Ekblad • John Klingberg
- Portiere: Jake Allen